# Friedrich Scherfke
Friedrich (Fritz) Egon Scherfke (polnisch: Fryderyk Scherfke bzw. Szerfke) (* 7. September 1909 in Posen, Deutsches Reich; † 15. September 1983 in Bad Soden) war ein Fußballspieler, der aus einer protestantischen deutschen Familie in Posen stammte und für die polnische Nationalmannschaft antrat.

## Leben
Scherfke wurde als Sohn eines Landmaschinenfabrikanten geboren. Nach 1918 wurde seine Heimatregion infolge des Großpolnischen Aufstandes und des Versailler Vertrages Teil der Zweiten Polnischen Republik. Er besuchte das Schiller-Gymnasium, die größte Schule der deutschen Minderheit in Posen. Bald nach dem Abitur übernahm er leitende Posten im väterlichen Betrieb, zu dem auch eine Autowerkstatt gehörte.
Nach dem deutschen Einmarsch in Polen und dem Wiederanschluss Posens an das Deutsche Reich im Oktober 1939 unterzeichnete er die Deutsche Volksliste. Die neuen deutschen Behörden setzten ihn als „kommissarischen Fachwart“ für Fußball im neugegründeten Reichsgau Wartheland ein. Er bekam den Auftrag, den „deutschen Fußball“ in Posen wiederzubeleben. Er bekleidete das Amt mehrere Wochen lang, bis es ein Wehrmachtsoffizier übernahm. Auch gehörte er zu den Gründern des 1. FC Posen, der nur deutschen Staatsangehörigen offenstand, er übernahm das Amt des Vorsitzenden. Nach der Umbenennung des Clubs in Luftwaffen-Sportverein (LSV) Posen im Oktober 1940 schied er dort aus.
Zunächst betrieb er im Auftrag der Wehrmacht die Autowerkstatt weiter, in ihr wurden auch Fahrzeuge der SS repariert. Im Februar 1943 wurde er zur Wehrmacht eingezogen. Als Unteroffizier wurde er im Januar 1945 in Jugoslawien verwundet. Nach einem Lazarettaufenthalt geriet er im April 1945 in Schleswig-Holstein in britische Kriegsgefangenschaft.
Nach seiner Entlassung im Juli 1945 konnte er nicht in seine Heimatstadt Posen zurückkehren. Er ließ sich mit seiner Frau und seinem Sohn, die rechtzeitig vor der sich nähernden Front geflohen waren, zunächst in Senftenberg nieder, um von dort 1947 nach West-Berlin überzusiedeln. Dort eröffnete er ein Möbelgeschäft, das er mehr als drei Jahrzehnte lang führte. Anfang der achtziger Jahre zog er nach Hessen in die Nähe von Frankfurt am Main um. Er starb im Krankenhaus von Bad Soden.

## Vereinsfußball
Als 16-Jähriger trat Friedrich Scherfke gemeinsam mit seinem ein Jahr älteren Bruder Günther 1925 dem Fußballclub Warta Posen bei. Bald machte er sich einen Namen als kopfballstarker Mittelstürmer.
Beide trugen maßgeblich zum Gewinn der polnischen Meisterschaft 1929 bei. Friedrich Scherfke wurde einer der erfolgreichsten Torjäger der Liga, in zwölf Spielzeiten erzielte er insgesamt 131 Treffer und belegte somit in der Torschützenliste der Zwischenkriegszeit den zweiten Platz nach Teodor Peterek von Ruch Wielkie Hajduki.
Von Februar 1940 an spielte er beim 1. FC Posen, nun meist als Spielmacher im Mittelfeld, gleichzeitig war er Mannschaftskapitän. Im Oktober 1940 war er beim Reichsbundpokal Mannschaftskapitän der Auswahlmannschaft des Warthelandes, die allerdings nach einer 1:2-Niederlage gegen Schlesien in der ersten Runde ausschied. Nach der Umbenennung des 1. FC Posen in Luftwaffen-Sportverein Posen im Oktober 1940 trat er nicht mehr für die Mannschaft an. Im Sommer 1941 stieß er zur neu aufgestellten Sportgemeinschaft SS Posen, obwohl er wie auch die meisten anderen Spieler nicht der SS angehörte. Mit der Auflösung der SG im Februar 1942 beendete er seine aktive Karriere mit 32 Jahren.

## Nationalmannschaft
1932 wurde er erstmals in die polnische Nationalmannschaft zu einem Länderspiel gegen Lettland (2:1) berufen. Doch erst drei Jahre später erkämpfte er sich einen Stammplatz. Besonders wurde er von dem deutschen Nationaltrainer Kurt Otto gefördert, der 1935/36 die polnische Elf betreute.
Er wurde von Otto auch bei den beiden Partien gegen die DFB-Elf 1935 in Breslau (0:1) und 1936 in Warschau (1:1) aufgestellt. „Der Kicker“ lobte ihn als „umsichtigen,(…) technisch gewandten, sehr elegant spielenden Sturmführer“.
Als Fryderyk Scherfke nahm er 1936 an den Olympischen Spielen in Berlin teil, bei denen Polen den vierten Platz belegte. Zwei Jahre später gehörte er, nun in einer noch stärker polonisierten Schreibweise seines Namens (Fryderyk Szerfke) gemeldet, zum polnischen Kader bei der Fußball-Weltmeisterschaft in Frankreich. Im Achtelfinale gegen Brasilien am 5. Juni 1938 in Straßburg schoss er per Elfmeter das erste Tor für Polen bei einer Weltmeisterschaft zum zwischenzeitlichen 1:1. Polen verlor die Partie aber letztlich nach Verlängerung 5:6. Die anderen vier polnischen Tore schoss Ernst Willimowski von Ruch Wielkie Hajduki.
Am 25. September 1938 lief er im Länderspiel gegen Lettland (1:2) in Riga erstmals als Mannschaftskapitän auf. Es war seine letzte Partie in der polnischen Auswahl. Insgesamt war er auf zwölf internationale Einsätze gekommen, bei denen er ein Tor erzielte.

## Kontroverse
Da Scherfke sich zu Beginn des Zweiten Weltkriegs in die deutsche Volksliste eingetragen und ein Amt in der Posener Sportbehörde übernommen hatte, galt er der polnischen Untergrundpresse als „Verräter“. Zu Zeiten der Volksrepublik Polen wurde ihm vorgehalten, er habe sich in den Dienst der Gestapo gestellt, z. T. sogar, er sei in SS-Uniform öffentlich aufgetreten. Die Informationen über seine angebliche Tätigkeit für die Gestapo, zumindest als Fahrer, fanden auch Eingang in internationale Sportlexika.
Doch 2001 gelang es der Posener Redaktion der linksliberalen Gazeta Wyborcza, die SS-Version zu widerlegen. Zeitzeugen und Historiker berichteten der Zeitung sogar, Scherfke habe in den ersten beiden Kriegsjahren mehrere ehemalige polnische Clubkameraden und ihre Angehörigen aus deutscher Gefangenschaft freibekommen oder vor der Deportation zur Zwangsarbeit retten können, darunter den Nationaltorwart Marian Fontowicz. Auch den polnischen Anwalt seiner Eltern und dessen Familie bewahrte er vor der Deportation, wie später dessen Tochter berichtete. Ebenso habe er ehemalige Sportkameraden, die sich der Untergrundarmee AK angeschlossen hätten, vor Aktionen der SS gewarnt. Es wird angenommen, dass er als Helfer von Polen ins Visier der Gestapo geraten sei.
Als positiver Held fand er Eingang in eine Bildergeschichte über die polnische Nationalmannschaft. 2011 wurde der Inhalt eines Kondolenzschreibens an seine Witwe von 1983 publik gemacht, in dem seine früheren polnischen Clubkameraden von Warta Posen ihn als treuen Helfer würdigen.

## Verweise